# Rindiborgen

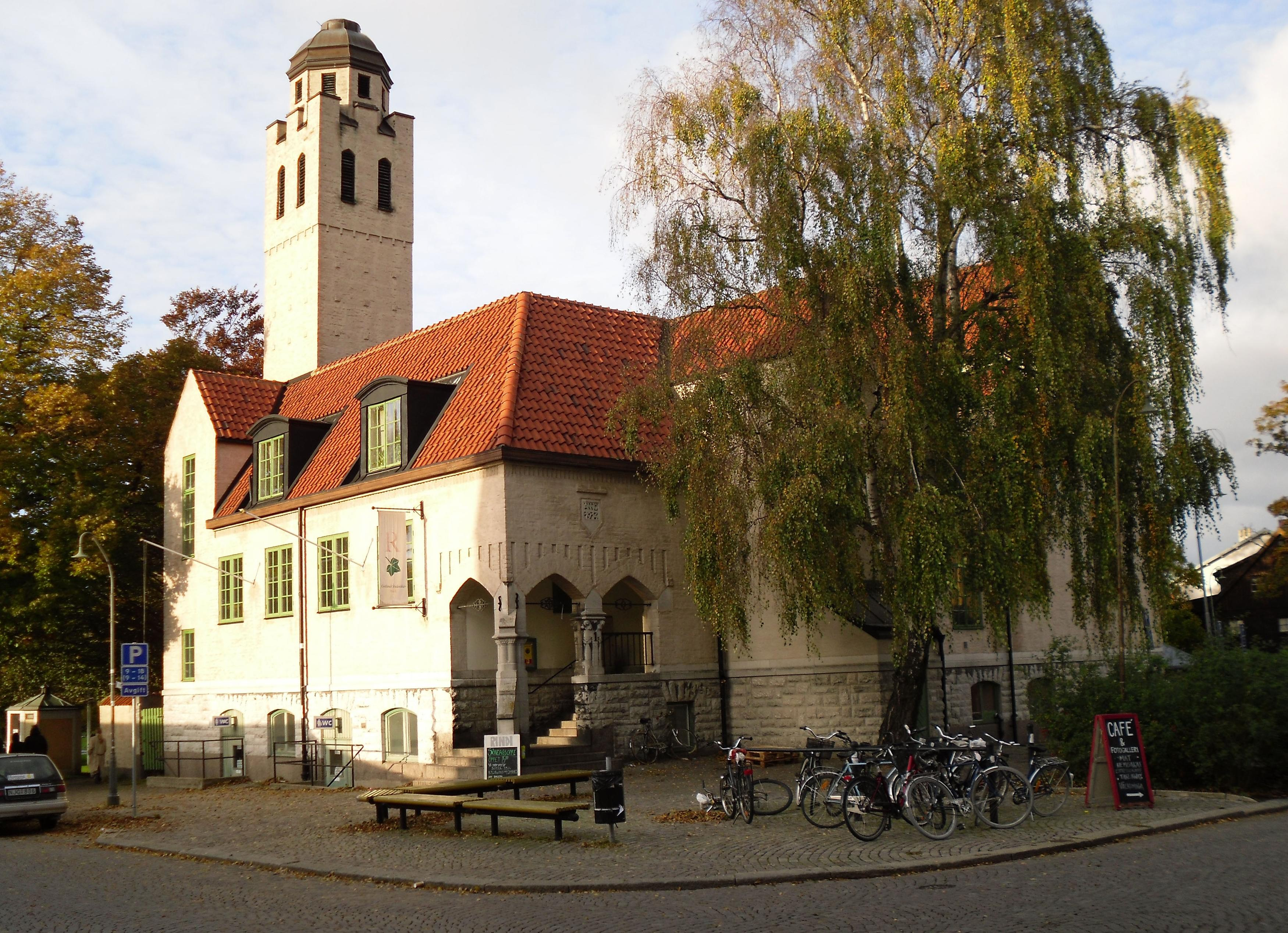
Rindiborgen uppfördes ursprungligen som varmbadhus.

Rindiborgen är kårhuset för Gotlands Studentkår Rindi och ligger vid Almedalen i Visby, Gotlands kommun. 

## Byggnadshistoria
Byggnaden uppfördes ursprungligen som varmbadhus åren 1912–1914 av arkitekt Carl-Robert Lindström. Badhuset stängdes 1961 och därefter användes byggnaden för en rad olika verksamheter såsom tryckeri, tillverkning av elektriska komponenter, cykeluthyrning med mera. 
Studentföreningen Rindi flyttade in 1994 efter omfattande interiöra ombyggnationer.

## Namn och verksamhet
Namnet "Rindiborgen" kommer från föreningens första ”borg”, en lokal de hyrde 1991. Namnet syftar på Gotlands landskapsblomma murgröna, gutamålsnamnet *rind*, vilket är ursprunget till studentkårens namn.
Den ursprungliga simbassängen finns fortfarande kvar under golvet i den stora salen. Idag hyser byggnaden kontor för kårens administrativa tjänster och tre barer i två våningsplan. I byggnaden arrangeras exempelvis sittningar, pubkvällar, diskotek och café.